# Schauspielmusik
Die Schauspielmusik bezeichnet die eingebundene Musik im Schauspiel. Schauspielmusik, die auf der Bühne als Teil der Handlung produziert wird, nennt man Bühnenmusik.

## Geschichte
Im 19. Jahrhundert war die Schauspielmusik sehr umfangreich und wurde von einem größeren Orchester begleitet, zum Beispiel in den Possen von Johann Nestroy (vgl. Adolf Müller senior). Zur Schauspielmusik gehörten zahlreiche eingestreute Lieder und Chöre, Tanzmusik, Melodramen, Hintergrundmusik, Zwischenspiele für Umbaupausen, früher auch ausgedehnte Ouvertüren und Entractes.
Viele Musikstücke, die heute im Konzertsaal gespielt werden, sind Bearbeitungen oder Teile von Schauspielmusik, wie die Ouvertüre zu Die Ruinen von Athen von Ludwig van Beethoven (1812, zu dem gleichnamigen Drama von August von Kotzebue), die Ouvertüre zu König Stephan von Beethoven (1812, zu dem gleichnamigen Drama von Kotzebue), Klärchens Lied „Freudvoll und leidvoll“ und die Ouvertüre aus Egmont von Beethoven (1809, zu dem gleichnamigen Drama von Goethe), die Musik zu Carl Maria von Webers Preciosa, Felix Mendelssohn Bartholdys Ein Sommernachtstraum, Robert Schumanns Manfred und Franz Schuberts Rosamunde, die dänische Königshymne aus Elverhøj von Friedrich Kuhlau (1828, zum Schauspiel von Johan Ludvig Heiberg), die Ouvertüre Dichter und Bauer von Franz von Suppè (zu einem Volksstück von Karl Elmar, 1846) oder Peer Gynt von Edvard Grieg (1875, zu Henrik Ibsens dramatischem Gedicht).

## Gegenwart
Im Unterschied zur Oper wird die Schauspielmusik für jede Inszenierung neu konzipiert und oft auch komponiert. Sie ist ein grundlegendes Gestaltungsmittel und unterstützt die angestrebten Atmosphären und Stimmungen. Durch die vereinfachte Verwendung und Verarbeitung mittels Computer werden heute hauptsächlich bestehende Musiktitel verwendet, die vom Regisseur ausgewählt werden. Sofern ein Schauspielmusiker an der Produktion beteiligt ist, sorgt er für Auswahl, Zusammenstellung oder auch Komposition der einzubindenden Musik.

### Schauspielmusiker
In der deutschen Theaterlandschaft arbeiten die meisten Musiker für Schauspielproduktionen auf Honorarbasis (gleich dem Regisseur). Die Mehrzahl der Theater engagieren nach Bedarf und Budget einen Schauspielmusiker für eine Produktion in Absprache mit dem Regisseur. Es gibt in Deutschland noch einige Theater, die einen angestellten Schauspielmusiker beschäftigen, in Nachfolge des Theater-Kapellmeisters, den es einmal an nahezu jeder Bühne gegeben hat. Dieser wird als Leiter der Schauspielmusik oder Schauspielkapellmeister bezeichnet. Er trägt die Verantwortung für die musikalische Arbeit in der Sparte Schauspiel, ist für die musikalische Bildung des Schauspielensembles zuständig und gestaltet neben dem Theaterbetrieb der großen Bühne zusätzliche Foyer- und Präsentationsprogramme. In einigen kleineren Stadt- und Landestheatern werden Teilbeschäftigte engagiert.

## Theater mit institutionalisierter Schauspielmusik
- Theater Baden-Baden – Hans-Georg Wilhelm
- Staatstheater Cottbus – Frank Petzold
- Theater Dortmund – Tommy Finke
- Schleswig-Holsteinisches Landestheater – Dietrich Bartsch
- Theater Paderborn – Westfälische Kammerspiele – Gerhard Gemke